# Sesso anale

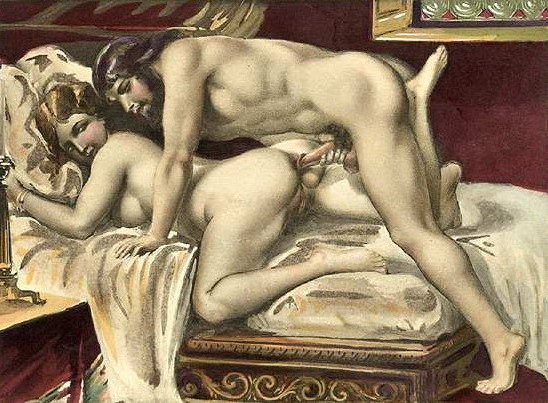
Sesso anale, dipinto erotico di Paul Avril

Il sesso anale (in alcuni casi chiamato anche sodomia, in riferimento al racconto biblico della distruzione di Sodoma) è una pratica sessuale che consiste nell'inserzione nell'ano o nel retto del pene o di altre parti anatomiche o di oggetti.

## Descrizione
La presenza nella regione perianale, nel canale anale e nel retto di terminazioni nervose sensoriali, ha portato nel tempo a considerare erogena questa zona del corpo umano. La sensazione di piacevolezza percepita verso uno stimolo esterno in questa zona, varia da una persona all'altra e può risultare piacevole sia per chi penetra sia per chi viene penetrato. Nei maschi può essere un'ulteriore fonte di piacere per la stimolazione della prostata durante la penetrazione. Spesso la donna, nel ruolo di soggetto passivo, associa alla penetrazione anale la masturbazione clitoridea e/o vaginale, la quale, oltre a incrementare la sensazione di piacere, contribuisce a rilassare la muscolatura anale, agevolando la penetrazione. Tra i maschi vi può essere una preferenza rispetto alla vaginale, la maggiore stretta sul pene del muscolo dello sfintere anale può offrire una sensazione di maggior piacere.
Se effettuata in modo violento, specialmente per il soggetto passivo della penetrazione e in particolare le prime volte in cui la si pratica, la penetrazione può risultare dolorosa e addirittura provocare lesioni all'ano. Per ottenere l'allineamento fisico ottimale, la posizione considerata più appropriata e rilassante per i principianti è quella del missionario, con un cuscino sotto i fianchi, le gambe sollevate in alto con le ginocchia verso il petto e i talloni appoggiati sulle spalle del partner, posizionato di fronte inginocchiato.
Generalmente il soddisfacimento che deriva da questo tipo di rapporto non è solo conseguenza di sensazioni fisiche ma anche del piacere psicologico di infrangere un tabù, spesso riconducibile all'educazione religiosa o di tipo repressivo e sessuofobico, la quale, in genere, considera tale pratica sessuale una perversione contro natura collegata con entità maligne, pertanto vietata. Il sesso anale è ancora un tabù in alcune culture ed è illegale sotto alcune giurisdizioni.

## Rischi e precauzioni

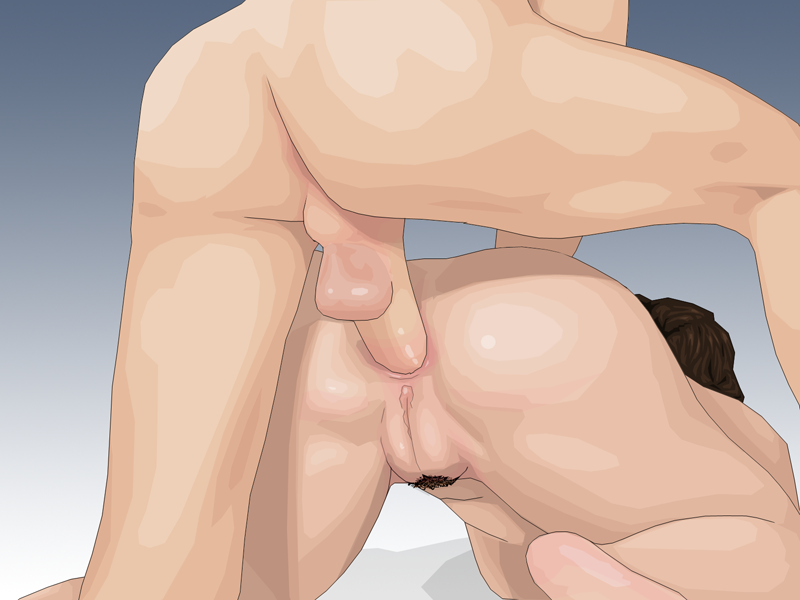
Sesso anale in una rappresentazione grafica in cui il pene è inserito nel retto della partner

Il rapporto anale, come quello vaginale praticato senza profilattico, espone a un alto rischio di contrarre malattie sessualmente trasmissibili (come l'AIDS o la sifilide). Alcuni patologi hanno inoltre ritenuto opportuno definire una sintomatologia nota come bowel syndrome o sindrome viscerale, collegata con questa pratica sessuale, che ingloba varie patologie come condilomatosi genitale, emorroidi, proctite infettiva batterico-micotica, fistole anali, ascessi rettali, ragadi anali croniche, amebiasi, gonorrea, sifilide, ulcere anali e linfogranuloma venereo di Nicholas - Favre e congestione prostatica.
Ad esempio il rischio di contrarre il virus HIV in un rapporto anale è valutato dallo 0,01% allo 0,185% nel caso di rapporto anale insertivo, e dallo 0,5% al 3% nel caso di rapporto anale ricettivo, che è un rischio molto più alto rispetto a rapporti vaginali.
L'ano non è in grado di lubrificarsi autonomamente come avviene nella vagina e dunque generalmente, per chi pratica il sesso anale diviene indispensabile, prima della penetrazione, prestare molta attenzione alla lubrificazione della zona interessata, in genere ricorrendo a lubrificanti specifici, come gel a base d'acqua (lo stesso usato per visite ginecologiche o per lubrificazione vaginale) reperibili in farmacia o in un sex shop.
È meno frequente, allo scopo, l'uso di pomate a base di vaselina, oli cosmetici o alimentari, burro alimentare; sebbene questi prodotti appaiano sul momento efficaci, rispetto al gel, alla lunga sono sconsigliabili perché possono determinare, con un'elevata frequenza, la rottura del profilattico ed essere fonte di irritazioni e reazioni allergiche.
Non sono rari i casi in cui il soggetto passivo, disponibile di buon grado alla prima esperienza, dopo i primi tentativi non riusciti, si convinca di non essere in grado, per conformazione fisica o per soglia di resistenza al dolore, di sostenere la penetrazione del partner. Il muscolo anale è dotato di elevata elasticità ma richiede una preparazione graduale e progressiva, in alcuni casi protratta anche per giorni o settimane. 

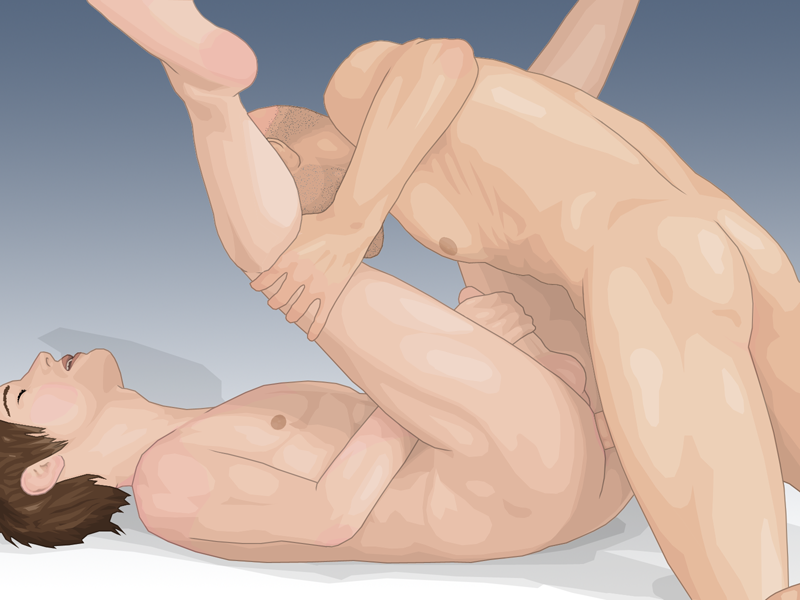
Rapporto anale tra uomini nella posizione del missionario

Taluni, proprio per ridurre gli effetti dolorosi della forte stretta sul pene, fanno ricorso a profilattici ritardanti presenti in commercio sulla cui superficie interna è presente una blanda soluzione anestetica generalmente a base di lidocaina.
La pratica del sesso anale non comporta, in teoria, il rischio di gravidanze; tuttavia, in pratica, perdite di sperma dall'ano possono raggiungere la vagina e causare la fecondazione. Viene quindi consigliato comunque di usare il preservativo, anche perché il suo uso riduce drasticamente il rischio di contagio da malattie veneree, e perché è psicologicamente rassicurante dal punto di vista meramente igienico. Un comportamento rude e brusco, insufficiente lubrificazione, o l'uso di oggetti non adatti a questo uso, potrebbero causare lacerazioni alla muscolatura e/o alla mucosa rettale, con conseguenti lesioni che devono essere tempestivamente valutate da un medico. Queste lesioni aumentano di molto il rischio di contagio di diverse malattie.
Un'altra fonte di rischio per contagio di malattie a trasmissione feco-orale è la pratica di sesso orale, successivo a quello anale.

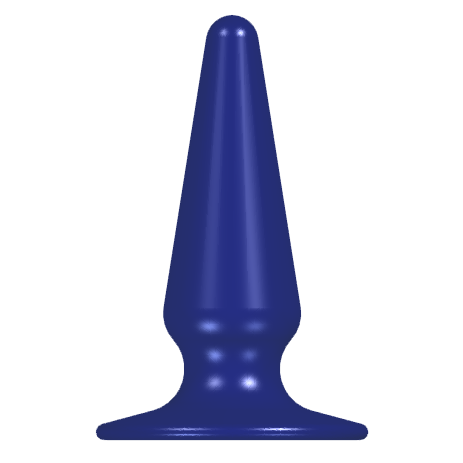
Un "butt plug"

## Altre forme di sessualità anale
Al sesso anale sono associate numerose ulteriori pratiche erotiche, tra le quali:
- l'uso delle dita;
- l'uso di clisteri sia a fini igienici sia come gioco di ruolo nell'ambito sottomissione/umiliazione;
- l'uso di "butt plug" (letteralmente: tappi anali) di varie grandezze e forme, si indossano sotto la biancheria intima per archi di tempo più o meno lunghi, anche durante il disbrigo dei lavori domestici o sul posto di lavoro; sono anche utilizzati per il "training anale", una tecnica volta ad aumentare gradualmente l'elasticità del muscolo anale, allo scopo di rendere più agevole la penetrazione con il pene, anche gli anal beads, attrezzi di uso temporaneo, manipolati autonomamente o con l'ausilio di un partner svolgono la stessa funzione;
- il cosiddetto "fisting" cioè l'introduzione dell'intera mano nell'ano del ricevente. Tale pratica, tenuto conto della conformazione dell'anatomia umana in prossimità dell'intestino, può risultare pericolosa se praticata da persone con poca esperienza o senza l'ausilio di lubrificanti. Penetrazioni troppo violente possono produrre danni che vanno dalla lacerazione dell'aponevrosi perineale, con conseguente prolasso rettale, fino alla perforazione del retto.
- la pratica del figging, in ambito BDSM.

## Riferimenti culturali
Storicamente, un certo numero di culture hanno registrato la pratica del rapporto anale tra uomini.

### Culture antiche non occidentali

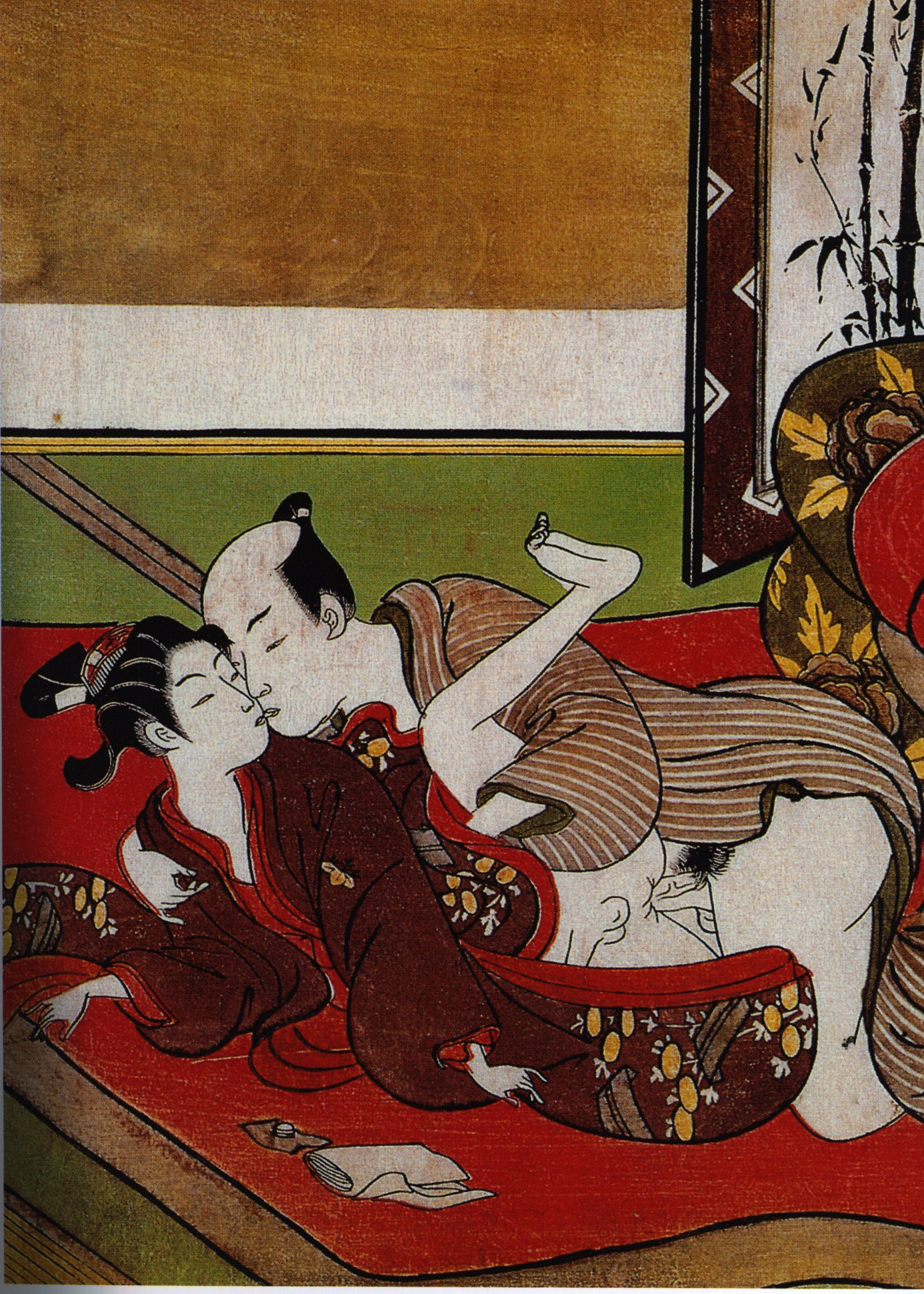
Suzuki Harunobu, Una stampa shunga raffigurante un vecchio e un uomo più giovane impegnati in un rapporto anale

In Giappone vi sono svariate raffigurazioni (Shunga) del periodo medioevale le quali testimoniano che certi uomini praticavano il rapporto anale penetrativo con altri uomini.
Suggestiva testimonianza della diffusione del rapporto anale eterosessuale ci viene dalla cultura pre-moderna dei Moche del Perù: v'è tutta una collezione di vasi erotici a tal riguardo, con un buon 30% delle immagini che rappresentano proprio la penetrazione anale di una donna (di gran lunga maggiore di qualsiasi altro atto sessuale rappresentato). Ceramiche di questo tipo erano dedicate ai morti, appartenevano quindi a tutti gli effetti al mondo dell'aldilà, il quale si credeva essere un esatto rovesciamento della vita: oggi vengono conservate al Museo Larco di Lima.
Nel XIX sec l'antropologo Richard Francis Burton teorizzò vi fosse una zona geografica (i paesi mediterranei, il Medio Oriente, l'Indocina e il Giappone) in cui il rapporto penetrativo tra uomini fosse particolarmente diffuso ed accettato: la chiamò zona sotadica dal nome del poeta osceno greco Sotade. Egli fu inoltre uno dei primi scrittori ad avanzare l'ipotesi che un tal orientamento sessuale fosse biologicamente determinato.

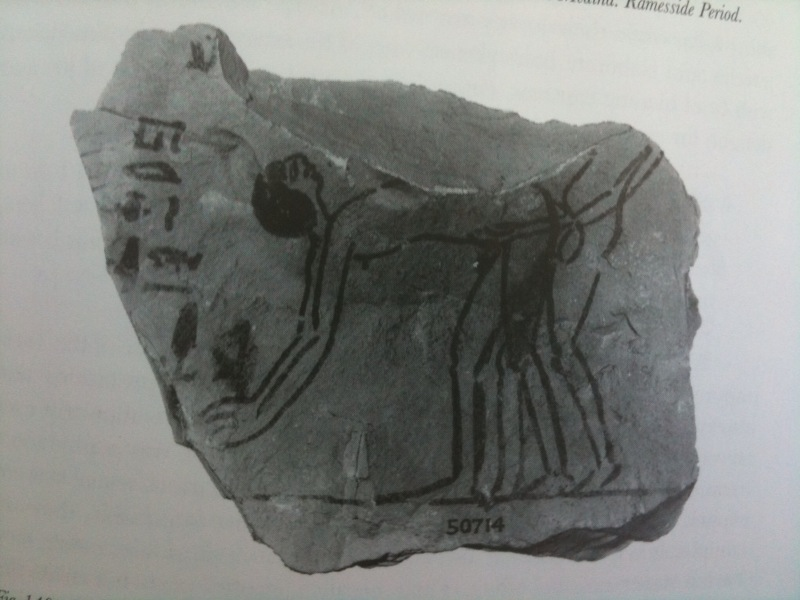
Un ostrakon egizio del periodo ramesside: sesso anale tra due uomini?

### Culture occidentali
Il termine "amore greco" è stato a lungo usato per indicare la pratica sessuale anale e, nei tempi moderni "farlo nel modo greco" è a volte usato come slang per "sesso anale". Tuttavia occorre sottolineare che anche nell'Antica Grecia il sesso anale tra maschi era ben lontano dall'essere una pratica universalmente accettata: era anzi bersaglio di scherzi i quali sopravvivono grazie alla commedie di Aristofane.
Mentre la pederastia pedagogica era un elemento essenziale nella formazione dei giovani maschi, questo tipo di relazioni (almeno ad Atene e Sparta) dovevano cercar di evitare in ogni caso il rapporto sessuale penetrativo: vi sono pochissime opere ceramiche o di altro tipo che mostrino chiaramente il sesso anale tra uomini e ragazzi, men che meno tra due adulti. La maggior parte di tali opere raffigurano invece carezze o tutt'al più il sesso intercrurale (tra le cosce), il quale era accettato in quanto non violava la dignità del ragazzo e non lo femminilizzava; la pratica anale era invece criticata come vergognosa.
Solo in seguito, nella letteratura greca dell'epoca romana il sesso anale finì per diventare quasi un topos comune, presentato come atto da eseguire con "giovani idonei", ovvero che avevano raggiunto l'età corretta ma non erano ancora pienamente diventati adulti. Le cortigiane greche (hetaera-etera) si dice che praticassero frequentemente il sesso anale eterosessuale come mezzo per prevenire le gravidanze. L'accettabilità sociale del sesso anale quindi varia anche notevolmente da epoca ad epoca.

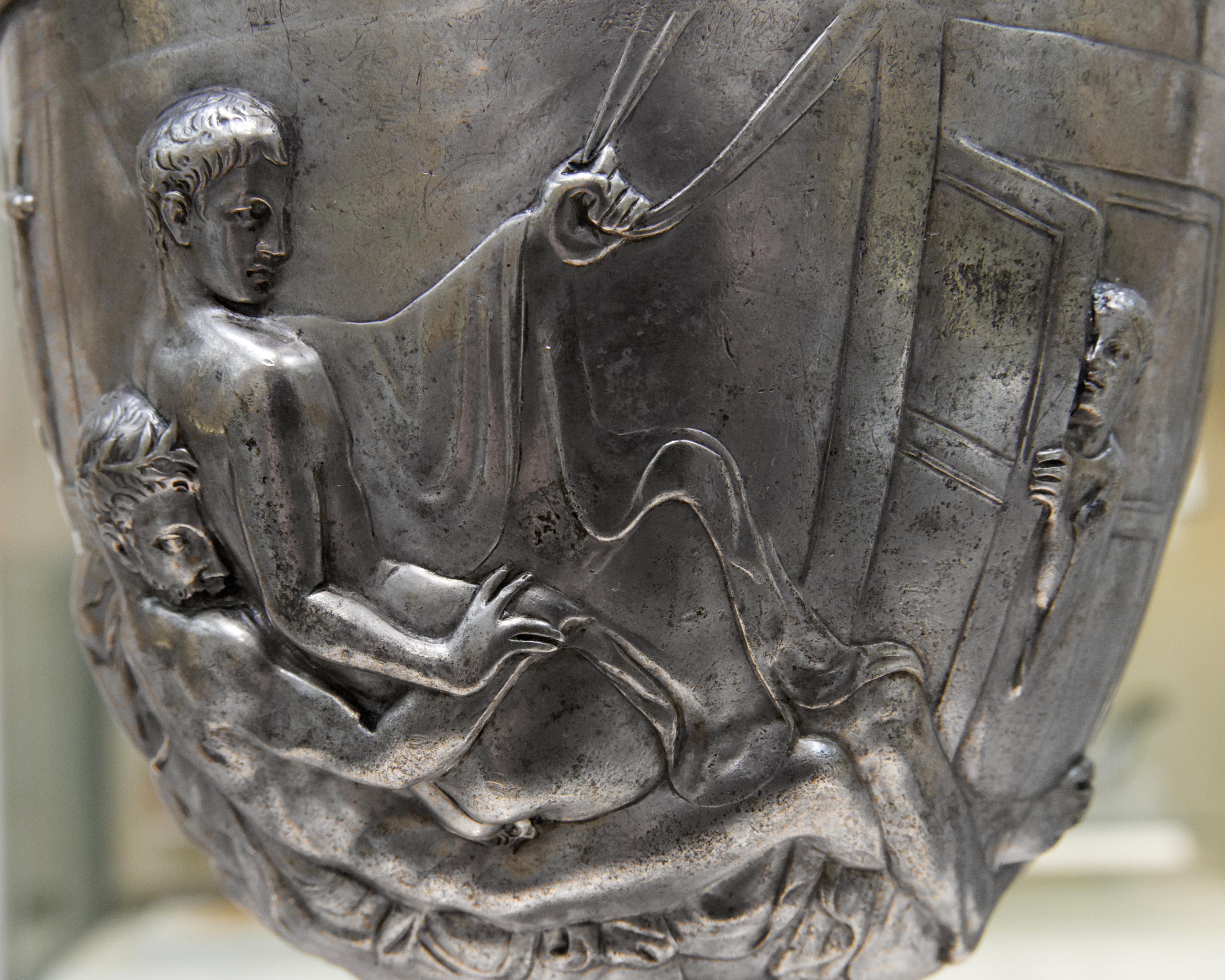
Rapporto anale tra un adulto e un adolescente nella cosiddetta Coppa Warren (tazza d'argento con immagine in rilievo, I secolo d.C., ritrovata in Bittir, Palestina)

Per un cittadino maschio assumere il ruolo passivo (ricettivo) caratteristico delle donne veniva condannato a Roma come grave atto di impudicitia (quasi uno scandalo morale); gli uomini liberi tuttavia potevano liberamente prendere il ruolo "da maschio" nei confronti di giovani schiavi chiamati coi nomignoli di catamite e puer delicatus (Vedi Omosessualità nell'Antica Roma). I romani pensavano al sesso anale come ad un qualcosa di specificamente greco, anche se poi utilizzavano i loro schiavi maschi adolescenti proprio in questo modo.
Il poeta latino Catullo, a coloro che lo accusano di essere "parum pudicus", un omosessuale dedito alla prostituzione (detto cinedo), risponde orgogliosamente con questa minaccia: pedicabo ego vos et irrumabo (in culo e in bocca ve lo metterò). Del tutto simile era anche la minaccia rivolta da parte di Priapo ai ladri; la sua statua veniva posta nei giardini delle ville a far la guardia e, se qualche malintenzionato avesse avuto l'ardire di penetrarvi, il dio aveva la facoltà di "incularlo". Invece un esempio di riscatto dall'ignominia costituita dalla passività sessuale ci viene addirittura da un dio, Libero (corrispondente al Dioniso greco); per tener fede all'amicizia, uno dei sentimenti virili tenuti in maggior conto, «[...] per mantener la parola data ed assolver il suo debito, spezzato un robusto ramo di fico, lo sgrossa, lo leviga e gli dà la forma di pene umano e denudate le parti posteriori vi si accosta, se lo adatta sotto e ci siede sopra» (Arnobio, V 28 ecc.).
Un altro poeta latino, Marziale, nei suoi Epigrammi (VI, 37) ci racconta che: «Neanche un avanzo di culo ha Carino, / sfondato fino all'ombelico / eppure il prurito lo tortura. // Lo vuole avere in culo [...]»; in (III, 71): «[...] se duole / l'uccello al tuo schiavetto / a te, Nevolo, il culo [deve far male]»; e ancora (II, 51): «[...] e il ventre assiste triste ai cenoni del culo. Il poverino muore di fame, l'altro d'indigestione»; infine (IX, 47): «Tra le chiappe tue molli, con piacere / ti fai piantare il chiodo».

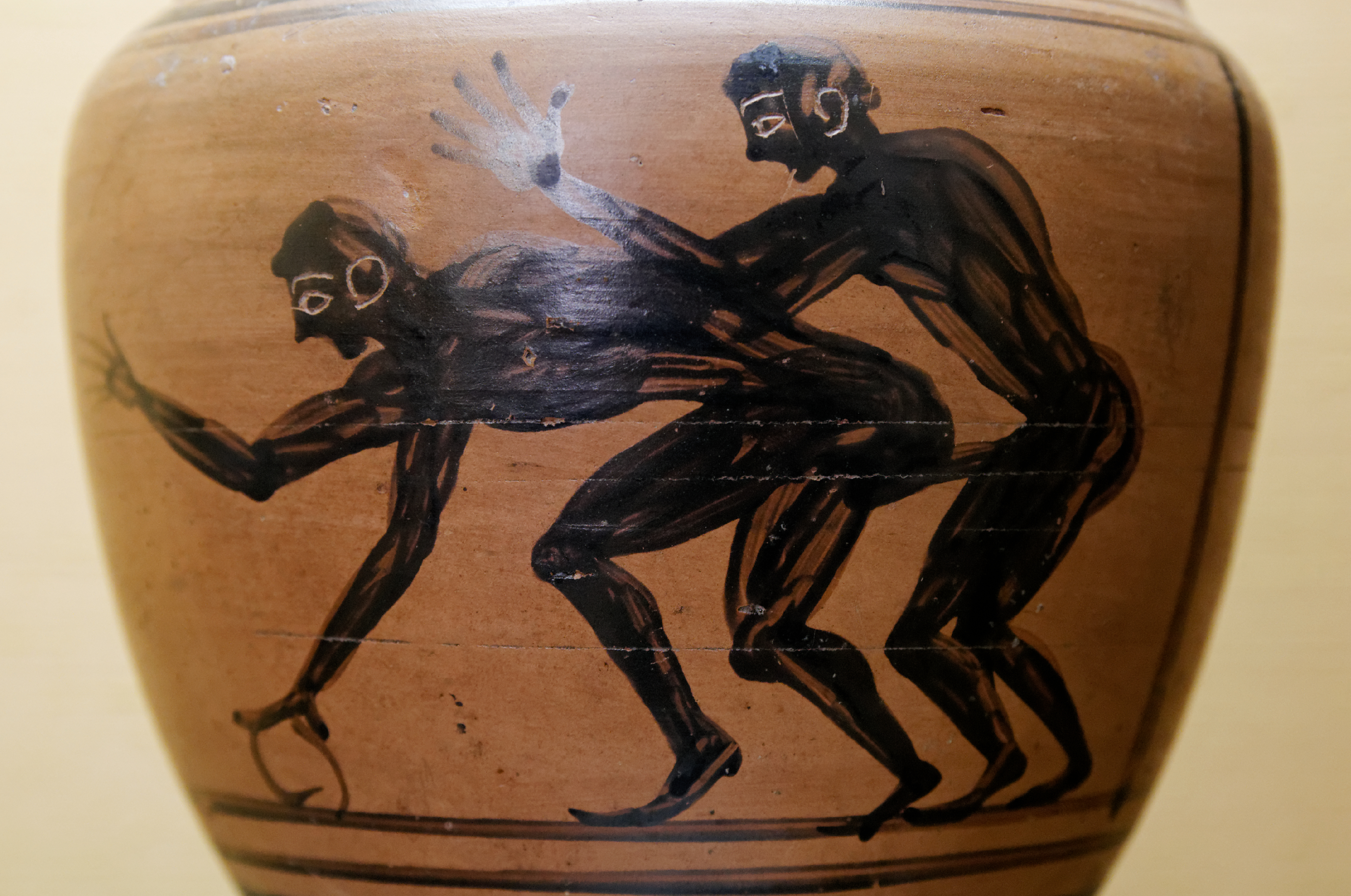
Due giovani impegnati in un rapporto anale, uno dei quali in possesso di un cerchio. Dettaglio da un'anfora, al Gabinetto Segreto.

Il pathicus, effeminato passivo, si dice che generalmente si depilasse l'ano; lo si chiamava perciò anche depilatus o levis ─ cioè 'liscio' ─ o infine anche resinatus, dall'uso della resina utilizzata a tal scopo. Non bisogna comunque dimenticare che tra i motivi per cui i maschi si depilavano (anche il pube e spesso tutto il corpo) l'ideale pederastico del fanciullo ancora privo di peli era tra i primi. Persio allude a quella che definisce mania depilatoria: «Se si pettina sulle guance la barba profumata, perché poi lasciar rapato all'inguine il punteruolo?» (IV, 35). Ausonio nell'epigramma 92 incalza: «Ti levighi l'inguine perché le membra lisce eccitano le puttane. Ma perché strappi anche i peli dell'ano e raschi con la pomice le tue natiche ben tornite, non è chiaro; a meno che tu non sia tentato da un doppio vizio: dietro sei donna, davanti uomo». Ancora Marziale: «Petto, gambe e braccia ti radi [...] Preparazione, questa, per l'amica. Ma per chi è preparato il tuo culo depilato?» (II, 62).
Nella società antica greco-latina il rapporto anale con una donna costituiva il surrogato di quello pederastico, come evidenzia sempre Marziale: «Tutta la notte la ragazza fu mia, più rotta che mai. Poi le dico: voglio trattarti come un ragazzo. Non dovetti pregare, detto fatto» (IX, 67). Apuleio ne Le metamorfosi racconta che dopo essersi abbandonati freneticamente alle danze di Venere, quando il giovane fu stanco, lei gli volle generosamente offrire il premio finale, un piacere da ragazzo (II, 20). Marziale ci assicura anche che tutte le donne più grandi hanno praticato sesso anale coi loro uomini, Cornelia a Gracco, Giulia a Pompeo, Porzia a Bruto, perfino la dea Giunone l'ha dato a Giove (IX, 43). Parlando poi della differenza tra l'amore per le donne e l'amore per i ragazzi: «Donne e donzelle mie, sappiate / i limiti che vi son dati: / al ragazzo il suo buchino, / il baratro vostro a voi. Andate in pace» (XII, 96).

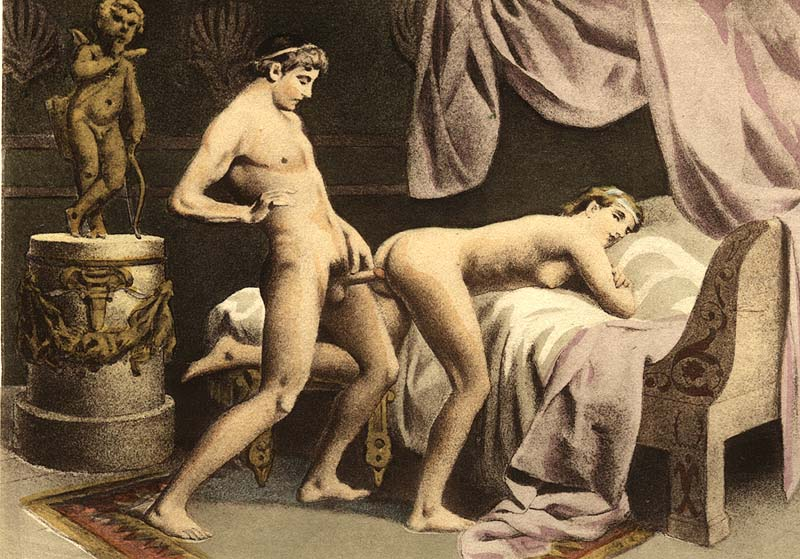
Sesso anale tra uomo e donna, dipinto di Édouard-Henri Avril

In molti Paesi occidentali il sesso anale rimane un tabù; fin dal Medioevo i movimenti eretici che si opponevano al papa venivano colpiti da tal infamante accusa. D'altra parte il termine sodomia ha origine proprio nell'Europa medioevale come insulto usato per descrivere le "immonde pratiche" sessuali degli eretici Bogomili; anzi secondo Tommaso d'Aquino esso è il peccatum contra naturam per eccellenza.
Altro termine più arcaico, essendo di origine latina, è pedicare con lo stesso significato: Catullo, come già accennato, nel suo carme osceno numero 16 afferma senza tanti giri di parole: «pedicabo ego vos et irrumabo» (ve lo metterò nel didietro e poi in bocca).
Durante il Rinascimento il poeta Pietro Aretino ha fortemente sostenuto la delizia di tale pratica nei suoi Sonetti lussuriosi.
Mentre gli uomini che s'impegnano in relazioni omosessuali vengono generalmente sospettati anche di praticare sempre e comunque il sesso anale, risulterebbe invece che un buon numero di essi non lo faccia, almeno a sentir le testimonianze di André Gide (che trovava la cosa letteralmente ripugnante) e Noël Coward (terrorizzato dal potersi prender qualche malattia).
Il libretto del Marchese de Sade intitolato La filosofia nel boudoir descrive approfonditamente l'argomento.
Il romanzo Histoire d'O di Pauline Reage fa assumere al sesso anale un ruolo significativo nel rapporto tra la giovane O e il suo amante.
Nel film del 1972 di Bernardo Bertolucci intitolato Ultimo tango a Parigi, nella famosa scena del burro vediamo Marlon Brando mimare un rapporto anale con Maria Schneider. Questa fu la prima rappresentazione esplicita dell'atto in una grande produzione e in molti paesi causò scandalo e censura.